# Ur-Nanše
Ur-Nanše (sumersko  𒌨𒀭𒀏, UR-NANŠE), tudi Ur-Nina, je bil prvi kralj Prve lagaške dinastije, ki je vladal v sumerskem zgodnjem dinastičnem obdobju III okoli leta 2500 pr. n. št. 
Na prestol je prišel za  Lugal-ša-engurjem, ki je bil ensi ali veliki svečenik Lagaša, znan samo iz napisa na glavi kija kralja Mesilima.
Iz napisov je razvidno, da je Lagašu izvedel več pomembnih gradenj, vključno s kanali in templji, in ga branil pred konkurenčno državo Uma. Ur-Nanše verjetno ni bil iz Lagaša, ker je bil sin Guniduja (𒄖𒉌𒁺), omenjenega brez spremljejočega  kraljevskega naslova. Bil je oče svojega naslednika Akurgala in Eanatumov stari oče. Slednji je z zmago nad Umo, prikazani na Steli jastrebov, razširil kraljestvo in nadaljeval gradnje, ki jih je začel Ur-Nanše.

## Templji
Na Ur-Nanševem Preluknjanem reliefu se med njemu pripisanimi templji omenjeni tudi Ningirsujev tempelj v Girsuju, Nanšin tempelj v Nini in  Apsubanda. Iz posvetilnih napisov, ki so se ohranili po obnovi templja, je razvidno, da je zgradil tudi Inanin Ibgal. Slednji stoji na zahodnem robu sedanje Al-hibe (starodavni Lagaš). Glavni tempelj obdaja ovalen zid iz blatne opeke. Lega templja je nenavadna, ker so se v Sumeriji  templji običajno gradili v središčih mest.

## Napisi
Ur-Nanše je zapustil veliko napisov in plošč s prikazi njega samega, njegove družine in dvora.

### Preluknjani relief
Preluknjani relief kralja Ur-Nanšeja je na ogled v Luovreu. Kralj je prikazan kot graditelj templjev in kanalov in s tem ohranjevalec reda, za katerega so menili, da jim ga poklanja bog. Relief je vklesan v apnenčasto ploščo, ki je bila prvotno verjetno vzidana v obzidje  kot votivna dekoracija. Napis na njej se glasi:
𒌨𒀭𒀏 / 𒈗 / 𒉢𒁓𒆷 / 𒌉𒄖𒉌𒁺 / 𒌉𒄥𒊬 / 𒂍𒀭𒊩𒌆𒄈𒋢 𒈬𒆕 / 𒍪𒀊𒌉𒁕 𒈬𒆕 / 𒂍𒀭𒀏 𒈬𒆕

Ur-Nanše / lugal / Lagaš / dumu Gunidu / dumu Gurmu/ e2 Ningirsu mu-du3 / abzu-banda3da mu-du3 / e2 Dnanshe mu-du3

“Ur-Nanše, kralj Lagaša, sin Guniduja, sina Gurmuja, je zgradil tempelj Ningirsuju, zgradil Apsubando, zgradil tempelj Nanši”— Ur-Nanšev posvetilni napis (gornji levi kot)
Na reliefu sta upodobljena dva prizora, ki prikazujeta Ur-Nanšeja v dveh vlogah. Na zgornjem prizoru je oblečen v volneno krilo (kaunakes) in na glavi nosi košaro opeke. Obdaja ga lagaška elita, žena in sedem sinov. Na njihovih oblačilih so zapisana njihova imena. Na spodnjem prizoru je upodobljen na banketu, na katerem se proslavlja otvoritev templja. Oblečen je podobno kot na zgornjem prizoru in obdan z dvorjani. Na obeh prizorih je upodobljen v hierarhičnih razmerjih, se pravi mnogo večji od svojih podanikov.
Del napisa pred sedečim kraljem se bere: "Ladje iz (oddaljene) dežele Dilmun vozijo les (zanj)". V napisu je najstarejša znana omemba dežele Dilmun in uvoza lesa v Mezopotamijo. 

### Tečaj vrat
Znan je tudi popisan tečaj Ur-Nanšejevih vrat, ki je zdaj v Muzeju Louvre. Napis na njem so prevedki kot:
"Ur-Nanše, kralj Lagaša, sin Guniduja, sina Gurmuja, je zgradil Gutamdugovo hišo, harem, Ninmarino hišo. Ladje iz Dilmuna so mu pripeljale les kot davek daljnih dežel. Zgradil je Ibgal, Kinir in hišo žezla (?)."

### Ur-Nanšejeva plaketa
Ur-Nanšejeva plaketa je plošča iz apnenca, na kateri so upodobljeni kralj in njegov dvor, ki se togo stoječ s široko odprtimi očmi klanjajo boginji Nanše; oblečeni so v nabrana krila (kaunake); njihove roke so prekrižane na prsih; kraljeva podoba je mnogo večja od drugih; na dvorjanih so napisi, po katerih jih je mogoče prepoznati. Napis se glasi:
𒌨𒀭𒀏 / 𒈗 / 𒉢𒁓𒆷 / 𒌉𒄖𒉌𒁺 / 𒂍𒀭𒊩𒌆𒄈𒋢 / 𒈬𒆕

Ur-Nanše / lugal / Lagash / dumu Gunidu / E-Ningirsu / mudu

"Ur-Nanše, kralj Lagaša, sin Guniduja, je zgradil Ningirsujev tempelj"— Napis na Ur-Nanšejevi plaketi, Muzej Louvre.

### Drugi napisi
Obstajajo tudi številni drugi napisi, ki jih je napisal on sam ali je v njih samo omenjen. Na nekaterih so seznami lagaških vladarjev in Hvalnica kralju Ur-Nanšeju.
Odlomek hvalnice Kralj Lagaša:
"Ur-Nanše, sin… ki je zgradil E-Sisaro, njen tempelj sreče, in Nigin, njeno ljubljeno mesto, zgrajeno za 1080 let. Ane-tum, Ur-Nanšejev sin."
Odlomek Ur-Nanšejeve hvalnice:
"V prisotnosti gospe je popolnost. Lagaš uživa obilje v prisotnosti Nanše. Izbrala je šennu v svojem svetem srcu in posedla na prestol Ur-Nanšeja, ljubljenega gospoda Lagaša. Pastirju je dala vzvišeno žezlo."
- Fragment stele z napisom, ki se bere z desne in se glasi: "Ur-Nanše / kralj / Lagaša / sin Guniduja / (bogu)  Ningirsuju..." (Louvre)
- Ur-Nanšejeva tablica (Urn 24): "Ur-Nanše, kralj Lagaša, sin Guniduja, sina Gurmuja, je zgradil hišo (boginje) Nanše, oblikoval (kip) Nanše (...) Ladje iz dežele Dilmun (mu) vozijo les".[19][20][21]
- "Ladje iz Dilmuna, daljnih dežel, so mu (Ur-Nanšeju) pripeljale les kot davek (?)"[22][19][20][21]
- Napis, napisan  v Ur-Ningirsujevem imenu, je hvalnica trstičju in Enkiju, napisana pred ustanovitvijo Ningirsujevega svetišča v Girsuju.[23][24]
- "Akurgal, kralj Lagaša, sin Ur-Nanšeja", napis na Steli jastrebov.[25][26]
- Ur-Nanšejev votivni relief s podobo ptiča-boga Anzuja (ali Im-duguda) kot orla z levjo glavo; alabaster, zgodnje dinastično obdobje III, Girsu, 2550–2500 pr. n. št.

- Boginja Šul-Utul, ustanovitveni klin z napisom: "Ur-Nanše, kralj Lagaša, sin Guniduja, je zgradil svetišče v Girsuju", Lagaš, sredina 3. tisočletja pr. n. št.; Harvard Semitic Museum, Cambridge, MA
- Tempeljski  ustanovitveni kipec z Ur-Nanšejevim imenom; napis se glasi: "Ur-Nanše,  kralj Lagaša, je zgradil svetišče v Girsuju"; Britanski muzej, 96565.[27][28]
- Ur-Nanšejeva stela z boginjo Nisabo, zavetnico Lagaša; Lagaš, 26. stoletje pr. n. št,., Muzej Iraka